# Diary of a Wimpy Kid: Rodrick Rules
Diary of a Wimpy Kid: Rodrick Rules (no Brasil, Diário de um Banana: Rodrick é o Cara / em Portugal: O Diário de um Banana: O Rodrick é Terrível) é um romance de ficção realista escrito pelo autor e cartunista americano Jeff Kinney, o segundo da série Diário de um Banana (Diary of a Wimpy Kid), e é a sequência de Diário de um Banana (Diary of a Wimpy Kid). O narrador do livro é Greg Heffley, e obra é escrita na forma de um diário. O livro foi transformado em filme, como sequência do primeiro filme .

## Enredo
No início do livro, Greg explica o quão ruim suas férias de verão foi em que depois de se inscrever com a equipe de natação sem o seu consentimento, ele teve que lidar com a prática às 7:00, sendo o pior nadador da equipe e sua Irmão Rodrick irritando-o sobre um segredo que Greg está tentando manter. Depois de Rodrick colocá-lo na parte de trás de sua van e encontra cada aumento de velocidade na cidade, ele leva Greg para a escola, mas Greg descobre que ele ainda tem o toque de queijo do ano passado. Ele consegue passar para um novo garoto chamado Jeremy Pindle.
Mais tarde, fica claro que Greg e Rodrick estão sempre falidos, então Susan começa um "Mom Bucks" (no Brasil "Grana da Mamãe") para fazer Greg e Rodrick se relacionarem. Rodrick, a princípio, administra mal o dinheiro em suas revistas de heavy metal, enquanto Greg cuida cuidadosa e sensivelmente do dinheiro. Rodrick tem um projeto científico que ele preferiria fazer em 'Gravity', mas ele claramente não mostra nenhum esforço ou interesse, e pede a seus familiares para fazer isso por ele. Como Rodrick está doente, os pais deixam Greg e Rodrick no comando da casa, pensando que o Rodrick não fará uma festa. No entanto, Rodrick pula do sofá e liga para todos os seus amigos e faz uma festa. Um mês depois, Greg percebe que Rowley tem dinheiro de mentira idêntico ao de "Mom Bucks" e leva para casa colocar debaixo do colchão. Quando Greg não faz sua lição de história, ele deve emprestar uma tarefa do Rodrick e pagar-lhe US $ 20.000 em Mamãe Bucks. Infelizmente, Susan descobre sobre este esquema quando o Rodrick tenta descontar o lote como pagamento em uma motocicleta e, como resultado, ela confisca todos os mamães do Greg, incluindo os reais.
Depois do Dia de Ação de Graças, a festa de Rodrick é descoberta por uma foto que Bill, o amigo de Rodrick, recebeu na festa e ele está de castigo, sem sair de casa por um mês, enquanto Greg é acusado de ser cúmplice do Rodrick e é proibido de jogar videogames por duas semanas, sendo que ele estava trancado no porão o tempo todo e não tinha nada a ver com a festa. Como Greg não lhes contou sobre a festa, eles pensaram que ele tinha algo a ver com isso.
O Rodrick começa a se preparar para o show de talentos (apesar do castigo por ter sido proibido de sair de casa e ir ao show) depois que Frank termina sua punição duas semanas antes porque ouvir a banda do Rodrick todo dia o deixava louco. Depois que Greg acidentalmente fere Rowley colocando um haltereem no travesseiro que Rowley chuta durante uma festa do pijama, ele é forçado a se apresentar no show de talentos com um aluno da primeira série chamado Scotty Douglas, com quem Rowley foi sócio. Eles não se qualificam, mas a banda do Rodrick faz. O Rodrick, ansioso para continuar com o show de talentos, entrega seu projeto de ciências da Gravidade mais cedo, mas é forçado a refazê-lo. Rodrick tenta dizer claramente ao professor sobre isso, mas o professor diz a ele que foi uma experiência bastante fácil. Não fazia sentido e o projeto não atendia a vários requisitos.
Frank convence Rodrick a desistir do programa, mas o Rodrick insiste em fazê-lo para que ele possa enviá-lo para gravadoras e sair da escola depois que ele e Löded Diper forem notados. Durante o show de talentos, Rodrick tem a performance de sua banda gravada para que ele possa enviá-la para as gravadoras, mas o vídeo é inútil depois que se descobre que a mãe (que estava gravando o vídeo) falou o tempo todo e tudo que ela disse foi ouviu na fita, o que deixou Rodrick furioso. Quando sua banda veio assistir ao show de talentos na TV por fragmentos de sua performance, eles vêem que a mãe do Rodrick dança, o que significa que o Rodrick não tem nada para enviar para as gravadoras.
Rodrick acusa Greg para o incidente e eles entram em uma briga, mas seus pais mandam ambos para seus quartos. Mais tarde, Rodrick revelou o que aconteceu com Greg durante o verão para seus amigos. Quando Greg diz que no Leisure Towers a casa onde seu avô mora, o Rodrick pega o diário de Greg e corre para ele, mas tropeça em um jogo de tabuleiro. Greg pega o diário, corre até o banheiro e tenta destruí-lo, mas descobre que está no banheiro feminino e é retirado.
No entanto, Greg acaba ficando popular para o que ele fez porque a história ficou extremamente distorcida de ir ao banheiro das mulheres na casa de repouso para invadir o vestiário das meninas na Crossland High School. A história termina com Greg ajudando Rodrick com seu projeto de ciências para a escola chamado "Do Plants Sneeze?" porque ele sente pena do vídeo de Löded Diper no show de talentos que tem sido um sucesso mundial da internet devido a Susan dançar nele.

## Personagens principais
- Greg Heffley
- Rodrick Heffley
- Susan Heffley
- Rowley Jefferson
- Délcio
- Frank
- Manny
- Vô

## Filme
Brad Simpson afirmou que ele antecipou um filme de sequência se o primeiro filme fosse um sucesso. "Nossa equipe de redatores está escrevendo uma sequência agora", Rodrick Rules, "que seria baseado no segundo livro" ... "E, você sabe, nós esperamos que as pessoas vejam um segundo filme, para que estejamos em posição de ir de novo imediatamente e fazer outro filme. Eu certamente sei que os fãs gostariam de ver todos os livros feitos em filmes" .
Zachary Gordon retornou como Greg Heffley . Steve Zahn (Frank Heffley) e Rachael Harris (Susan Heffley) também retornaram. O filme foi dirigido por David Bowers e o roteiro foi escrito por Gabe Sachs e Jeff Judah. A fotografia principal começou em Vancouver em agosto de 2010. Alguns novos personagens apareceu no filme, incluindo Peyton List como Holly Hills.